# Werner Reuber
Werner Reuber (* 1947 in Essen) ist ein deutscher Maler und Holzschneider.

## Leben
Werner Reuber studierte von 1970 bis 1976 an der Kunstakademie Düsseldorf bei Wolf Jürgen Seesselberg und Gerhard Richter (Meisterschüler). Er war 1976 Gründungsmitglied der ersten Düsseldorfer Produzentengalerie (mit Eckhard Dörr und Helmut Silbermann). Seit 1982 arbeitet er mit der Künstlergruppe „Die Langheimer“ (Robert Hartmann und Ulrike Zilly) zusammen: Aktionen, Ausstellungen, Künstlerbücher und Filme.
Werner Reuber ist Mitglied im Deutschen Künstlerbund.

## Einzelausstellungen (ab 2000)
2001
- Garten der Lüste / Harry Graf Kessler Kunsthalle – Weimar
- Garten der Lüste / Museum der Stadt Ratingen

2002
- Blick vom Balkon / Galerie AvantgArt – Heimbach

2003
- Kunsträume – Lusträume / Galerie Bauer – Velbert-Langenberg
- Wie kommt der Hase in den Sack – Städt. Galerie Grevenbroich

2004
- Von Männern und Frauen / Kunstverein Borken
- Paradies – Nachtstücke / Stiftung Burg Kniphausen – Wilhelmshaven
- Halbe Wahrheiten – Von Männern und Frauen / Kunstmuseum Mülheim an der Ruhr

2005
- Aus der Zeit gefallen / Märkisches Museum (Witten), Witten
- Nel fitto della notte / Villa Romana – Florenz
- Am Rande der Zeit / Galerie AvantgArt – Heimbach (Eifel)

2006
- Aus der Zeit gefallen / Ehemalige Reichsabtei Kornelimünster – Aachen

2007
- Der Gärtner sucht seine Frau / Kunstverein Siegen
- Neben der Spur – Stadtmuseum Beckum

2014
- Werner Reuber -Holzschnitte- / Kunstverein Linz – Linz am Rhein

2015
- Halbe Wahrheiten / Stadtmuseum Hattingen

2016
- Männer und Frauen / Katholisch-Soziales Institut, Bad Honnef

2020
- Im Dialog - Eberhard Bitter & Werner Reuber / Städt. Museum – Herford

in Kooperation mit der Stiftung für Bildung & Kultur, Witten

## Kataloge
- Aus der Zeit gefallen. ISBN 3-937390-76-6.
- Von Männern und Frauen. ISBN 3-928135-43-0.
- Garten der Lüste. ISBN 3-933434-21-1.
- Schwarze Latten. Allgemeiner Freundes- und Förderkreis für junge Kunst im Atelier Schloß Benrath e.V.,Düsseldorf 1987.